# Elizabeth Wilson
 Elizabeth Welter Wilson (Grand Rapids, 4 de abril de 1921 – New Haven, 9 de maio de 2015) foi uma atriz americana, cuja carreira durou quase 70 anos, incluindo papéis memoráveis no cinema, no teatro e na televisão.

## Filmografia
- Notorious (1946)
- Picnic (1955)
- Patterns (1956)
- The Goddess (1958)
- The Tunnel of Love (1958)
- Happy Anniversary (1959)
- Too Hot to Handle (1960)
- A Child Is Waiting (1963)
- The Birds (1963)
- The Tiger Makes Out (1967)
- The Graduate (1967)
- Jenny (1970)
- Catch-22 (1970)
- Little Murders (1971)
- The Day of the Dolphin (1973)
- Man on a Swing (1974)
- The Prisoner of Second Avenue (1975)
- The Happy Hooker (1975)
- Nine to Five (1980)
- The Incredible Shrinking Woman (1981)
- The Ultimate Solution of Grace Quigley (1984)
- Where Are the Children? (1986)
- The Believers (1987)
- Regarding Henry (1991)
- The Addams Family (1991)
- Quiz Show (1994)
- Nobody's Fool (1994)
- Rocky Road (2001)
- Hyde Park on Hudson (2012)